# ستيفن بيتكوف
ستيفن بيتكوف (بالبلغارية: Стивън Петков)‏ هو لاعب كرة قدم بلغاري في مركز نصف الجناح، ولد في 7 مايو 1995 في صوفيا في بلغاريا. شارك مع منتخب بلغاريا تحت 17 سنة لكرة القدم ومنتخب بلغاريا تحت 19 سنة لكرة القدم. أما مع النوادي، فقد لعب مع لودوغورتس رازغراد وليفسكي صوفيا ونادي بيروي ستارا زاغورا.

## وصلات خارجية
- ستيفن بيتكوف على موقع قاعدة بيانات كرة القدم.إي يو (الإنجليزية)
- ستيفن بيتكوف على موقع Soccerway.com (الإنجليزية)